# Gustav André

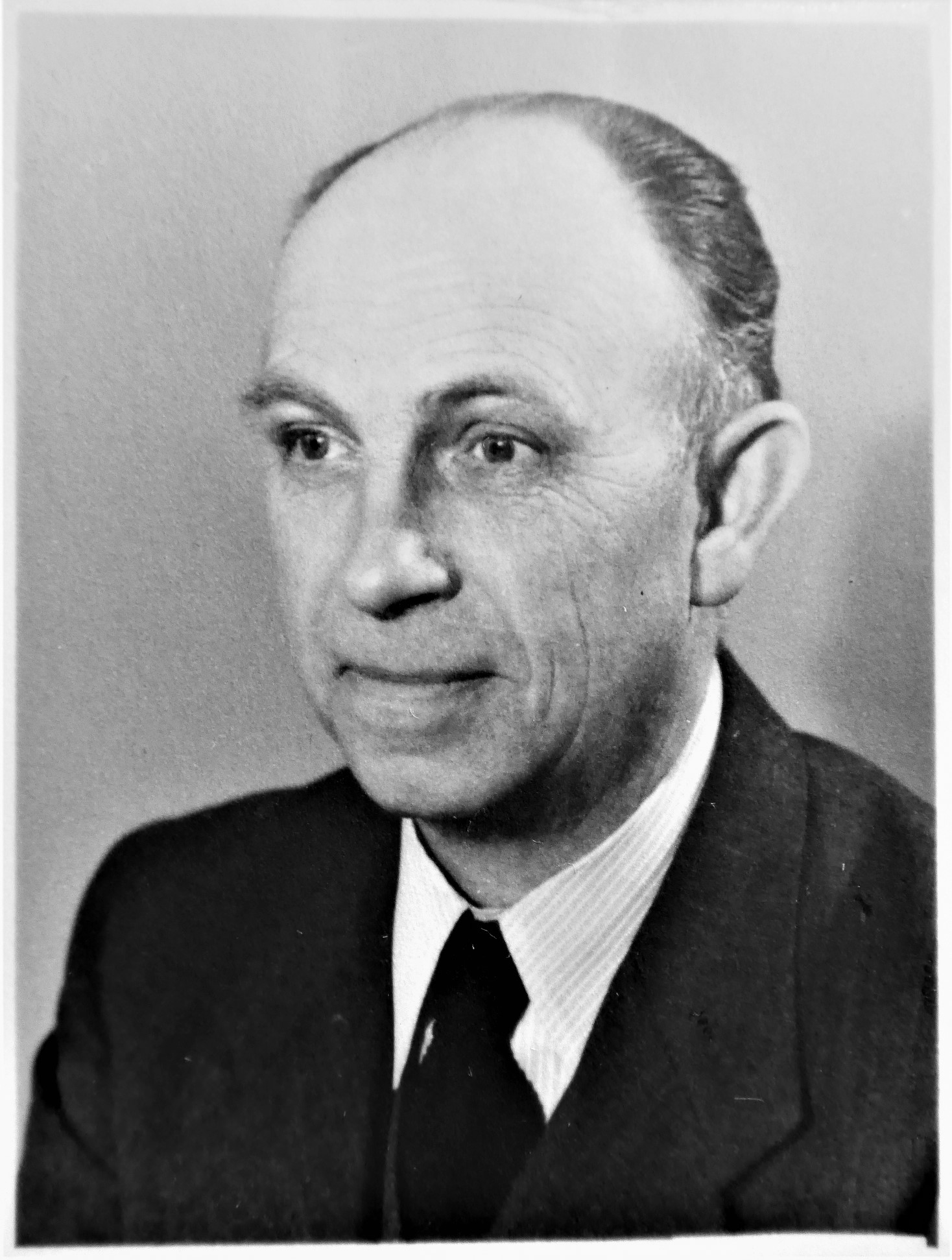
Gustav André, Dienstausweisfoto von 1958

Gustav André (* 9. September 1900 in Bad Hersfeld; † 9. September 1989) war ein deutscher Kunsthistoriker, Bauhistoriker und beamteter Denkmalpfleger.

## Leben und Wirken
Gustav André war der Sohn des Bad Hersfelder Uhrmachers und Juweliers Ernst André und dessen Frau Pauline, geb. Heil († 1940). Nach Volksschule und Gymnasium in Hersfeld mit Abitur im März 1918 diente er 18-jährig noch einige Monate im Ersten Weltkrieg. Ab Sommersemester 1919 studierte André Kunstgeschichte, Archäologie und Musikgeschichte an den Universitäten München, Berlin und vor allem Marburg. Am 20. Juli 1927 promovierte er „mit Auszeichnung“ bei seinem Mentor Richard Hamann in Marburg mit einer Dissertation über „Die romanische Baukunst an Niederrhein“, im gleichen Jahr wie sein späterer Denkmalpflege-Kollege und Chef Hermann Deckert.
Zunächst schlug Gustav André die Richtung einer wissenschaftlich-universitären Laufbahn in der Kunstgeschichte mit einem fachlichen Schwerpunkt bei Skulpturen und Plastik ein, dokumentiert durch seine Zeit 1926–1930 als wissenschaftliche Hilfskraft am Kunstgeschichtlichen Seminar in Marburg und 1930–1938 als Stipendiat am Preußischen Forschungsinstitut für Kunstgeschichte in Marburg sowie erste Veröffentlichungen und seine Mitherausgeberschaft des Marburger Jahrbuchs für Kunstwissenschaft. 1934 wurde André vom Deutschen Verein für Kunstwissenschaft und dem Preußischen Forschungsinstitut für Kunstgeschichte mit der Organisation der von Richard Haman initiierten Zentralstelle zur Erfassung des Abbildungmaterials für die deutsche Kunstgeschichte beauftragt. Die Institution besteht als Deutsches Dokumentationszentrum für Kunstgeschichte – Bildarchiv Foto Marburg bis heute.
Am 27. Januar 1937 habilitierte sich André – ebenfalls in Marburg – mit einer Arbeit zum Thema „Konrad Kuene und der Meister des Frankfurter Mariaschlafaltars“. Unglücklicherweise entstanden diese kunsthistorischen Forschungen als parallele „Konkurrenzarbeit“ zu Kuene-Forschungen des Kunsthistorikers Heinrich Appel, die dieser kurz vor Andrés Publikation 1938 im Wallraf-Richartz-Jahrbuch veröffentlichte, allerdings, wie André dann bedauernd selber in seiner eigenen Veröffentlichung der Habilitationsschrift von 1938/39 im Marburger Jahrbuch für Kunstwissenschaft schrieb, „auf beiden Seiten ohne Ahnung der Konkurrenz“. Andrés Zulassung zu einer Dozentur scheiterte.
Ende der 1930er-Jahre schwenkte Gustav André beruflich um und begann eine Laufbahn in der niedersächsischen Denkmalverwaltung, die gut 25 Jahre bis zur Pensionierung andauerte. Seit dem 1. März 1939 war André zunächst „wissenschaftliche Hilfskraft im Stipendiatenverhältnis“ beim Provinzialkonservator in Hannover; Ende Januar 1943 erfolgte die Berufung zum Provinzialbaurat und Beamten auf Lebenszeit. Unterbrochen wurde die Amtstätigkeit als Denkmalpfleger 1939/40 und 1944/45 im Zweiten Weltkrieg durch „Heeresdienst“ sowie 1940–1942 als „Militärverwaltungsassesor beim Beauftragten für Kunstschutz in Frankreich“. Dort war er unter der Leitung des Provinzialkonservators der Rheinprovinz Franz Wolff Metternich mit Fotoaufnahmen beschäftigt.
Zwischen seinen Militärzeiten und nach dem Zweiten Weltkrieg wirkte André wieder in der Dienststelle der Provinzialkonservatoren (später Landeskonservatoren) Hermann Deckert und Oskar Karpa, deren Stellvertreter er schon vor 1939 war. In Anerkennung seiner langjährigen Verdienste wurde André 1961 zum Oberregierungsbaurat und 1963 zum Oberkonservator befördert. Zum 1. September 1964 ließ sich Gustav André auf eigenen Wunsch in den vorzeitigen Ruhestand versetzen. Zuvor war er in seinem letzten Dienstjahr – nach dem Tod des Landeskonservator Oskar Karpa († November 1963) – noch mit der Führung der Amtsgeschäfte der Dienststelle Landeskonservator betraut, allerdings ohne den persönlichen Landeskonservator-Titel. Karpas Nachfolger und Erbe des Landeskonservator-Titels wurde 1964 Hans Roggenkamp im Zuge einer Neuorganisation der niedersächsischen Denkmalverwaltung.
Der 1989 von Hans-Herbert Möller verfasste Nachruf würdigte Gustav Andrés dienstliche Tätigkeit als Anwalt für die niedersächsischen Bau- und Kunstdenkmale, „sei es die Klosterkirche zum Amelungsborn, die Marktkirche zu Hannover, die Marienkirche und der Marktplatz zu Osnabrück, der wiederentdeckten Plastiken der Ludgeri-Kirche in Norden oder der Wiederaufbau der Altstädte von Hildesheim, Hannover, Osnabrück, Emden und sein maßgeblicher Anteil an der Erhaltung der Stadtbilder von Bückeburg, Rinteln und Stadthagen.“ Möller hob besonders Andrés Pflichterfüllung in der mühsamen Denkmalverwaltung hervor: „Vorrang hatten stets die täglichen Pflichten. Mit gleichbleibender Genauigkeit bearbeitete er schwer zu befriedigende Beihilfen, vertiefte sich in Organisationsfragen und in die rechtliche Stellung der Denkmalpflege, erledigte die zeitraubenden Korrespondenzen, beriet die Antragsteller und blieb stets ein liebenswürdiger und beratender Freund seiner Kollegen. Das Fachurteil machte das Ansehen seiner Persönlichkeit aus.“
Der zeitlebens ledig gebliebene Kunsthistoriker und Denkmalpfleger lebte noch 25 Jahre als Pensionär und konnte sich nun wieder verstärkt seinen rund ein Vierteljahrhundert zurückgestellten kunstwissenschaftlichen Interessen widmen. Ergebnisse dieser späten Jahre sind drei Kunstführer bedeutender niedersächsischer Kirchenbauten, die teilweise über Andrés Tod hinaus in Neuauflagen erschienen.
Gustav André starb an seinem 89. Geburtstag am 9. September 1989.

## Veröffentlichungen (Auswahl)
Gustav André veröffentlichte über den langen Zeitraum von 65 Jahren zwischen 1924 und 1989 kunstwissenschaftliche und architekturgeschichtliche Aufsätze, vor allem vor und nach seiner Tätigkeit als beamteter Denkmalpfleger. Seine Kunstführer erschienen über den Tod hinaus in Neuauflagen.
- Eine unbekannte Grabfigur aus dem 13. Jahrhundert. In: Marburger Jahrbuch für Kunstwissenschaft, Bd. 1, 1924, S. 49–54. (Digitalisat auf jstor.org, abgerufen am 17. August 2023)
- Die romanische Baukunst am Niederrhein. Dissertation Marburg 1927 (35 Seiten); Kindt, Gießen 1936.
- Die Plastik des 15. und 16. Jahrhunderts. In: Religiöse Kunst aus Hessen und Nassau. Kritischer Gesamtkatalog der Ausstellung Marburg 1928. Hrsg. Hermann Deckert. Verlag des Kunstgeschichtlichen Seminars, Marburg 1932.
- Der Meister der „Schönen Madonna“ in der Sebalduskirche zu Nürnberg. In: Zeitschrift für Bildende Kunst 1930/1931
- Konrad Kuene und der Meister des Frankfurter Mariaschlafaltars. Habilitationsschrift  Marburg 1937. In: Marburger Jahrbuch für Kunstwissenschaft, Bd. 11/12, 1938/1939, S. 159–280. (Digitalisat auf jstor.org, abgerufen am 17. August 2023)
- Architektur und Kunstgewerbe als Gegenstand der Ikonographie. In: Festschrift Richard Hamann zum sechzigsten Geburtstage, 29. Mai 1939 überreicht von seinen Schülern. Hopfer, Burg bei Magdeburg 1939, S. 3–11.
- Beischlagwangen aus der ersten Hälfte des 16. Jahrhunderts an der Weser. In: Westfalen, Jg. 33, 1955, S. 151–163.
- Kloster Loccum. (= Große Baudenkmäler, Heft 160). Deutscher Kunstverlag, München 1959, 1964 (4. Auflage), 1966 (5. Auflage), 1989 (13. Auflage).
- Die Klosterkirche zu Kemnade (= Große Baudenkmäler, Heft 185). Deutscher Kunstverlag, München 1964, 1984, (4. Auflage), 1988 (5. Auflage), 2007 (6. Auflage).
- Stift Fischbeck (= Große Baudenkmäler, Heft 211). Deutscher Kunstverlag, München 1967, 1976 (3. Auflage), 1995 (7. Auflage).

## Archivalien
- Andree [sic], Gustav, Dr., geb. 9.9.1900, Oberregierungsrat beim Landeskonservator (1946–1964). Personalakte im Niedersächsischen Landesarchiv Hannover, Signatur: NLA HA, Nds. 110 A, Acc. 42/89 Nr. 1
- 24 Briefe von und an Gustav André (auch), 1928–1948; im Nachlass von Richard Hamann in der Universitätsbibliothek Marburg, Nachweis[7] auf kalliope-verbund.info (Kalliope Verbund)